# Martin Wollschlaeger
Martin Wollschlaeger (* 1964) ist ein deutscher Ingenieur und Professor für Prozesskommunikation. Er ist Direktor des Instituts für Angewandte Informatik der Fakultät Informatik an der Technischen Universität Dresden.

## Leben und Wirken
Martin Wollschlaeger besuchte von 1970 bis 1978 eine Polytechnische Oberschule (POS) und danach eine Erweiterte Oberschule (EOS), wo er 1982 das Abitur ablegte. Er studierte anschließend an der Technischen Hochschule Otto-von-Guericke Magdeburg in der Fachrichtung Technische Kybernetik (Leitung: Ulrich Korn). 1987 schloss er sein Studium an der Sektion Technische Kybernetik und Elektrotechnik (TK/ET) als Diplom-Ingenieur mit Auszeichnung ab.
Anschließend war er als wissenschaftlicher Assistent am Lehrstuhl Elektronik und Schaltungstechnik tätig. Während dieser Zeit erarbeitete er seine Dissertation zu Industriellen Kommunikationssystemen. Er promovierte 1991 zum Doktor-Ingenieur an der Technischen Universität Magdeburg. 2001 habilitierte er sich hier zum Dr.-Ing. habil. auf dem Fachgebiet Automatisierungstechnik.
Von 2000 bis 2003 war Wollschlaeger im industrienahen Bereich tätig als Mitarbeiter am Institut für Automation und Kommunikation e.V. (ifak), An-Institut der Otto-von-Guericke-Universität, das 1991 von Peter Neumann gegründet, aufgebaut und 2005 an den Nachfolger Ulrich Jumar übergeben wurde.
Seit November 2003 ist Wollschlaeger Universitätsprofessor an der Fakultät Informatik der Technischen Universität Dresden. Er wurde hier auf die Professur für Prozesskommunikation im Institut für Angewandte Informatik (IAI) berufen. Zugleich ist Wollschlaeger der Direktor dieses Instituts für Angewandte Informatik, zu dem weiterhin die Professuren Technische Informationssysteme (Klaus Kabitzsch) und Mensch-Computer Interaktion gehören.
Wollschlaeger hat mehr als 150 Beiträge in nationalen und internationalen Journals und Konferenzbänden publiziert. Er ist in verschiedenen Programm- und Organisationskomitees von nationalen und internationalen Konferenzen tätig (wie IEEE ETFA, IEEE WFCS, IEEE INDIN, VDI/GMA Automation, KommA) und als Reviewer für Journals (wie IEEE Transactions on Industrial Informatics (TII), Transactions on Industrial Electronics (TIE), Automatisierungstechnische Praxis (atp)).

## Schwerpunkte in Lehre und Forschung
Die Lehre an der Professur Wollschlaeger ist auf industrielle Kommunikationssysteme fokussiert, insbesondere zu Modellierung, Design, Konfiguration, Betrieb und Optimierung von Industrial Internet of Things (IIoT) und Cyber Physical Production Systems (CPPS) für die Nutzung in Industrie 4.0. Es werden vernetzte flexible Kommunikationssysteme in der Fertigungs- und Verfahrenstechnik behandelt sowie Anforderungsprofile, Architekturprinzipien, Realisierungsdetails und typische Feldbussysteme unter Aspekten der Echtzeit, des Engineerings und des Managements. Für Produktionssteuerungen werden grundlegende Architekturen vernetzter Automatisierungssysteme dargestellt. Für Informationsmodelle der Automatisierung industrieller Prozesse werden Informationsflüsse betrachtet und Internet-Anwendungen im industriellen Umfeld behandelt.
Die Forschungsthemen des Teams Wollschlaeger sind auf industrielle Kommunikationssysteme und Automatisierungsnetze konzentriert. Dies beinhaltet Feldbusse und Industrial Ethernet, Informationsmodellierung, Middleware-Konzepte, das Management von heterogenen Netzen, Life-Cycle-Management und semantische Beschreibungen. Das Hauptziel dieser Arbeiten ist die Unterstützung und Verbesserung von Integrationsprozessen in den Produktionsprozessen. Wollschlaeger leitet hierzu verschiedene national und EU-geförderte Forschungsprojekte bzw. arbeitet in diesen mit. Er ist mit seinem Team auch in Standardisierungsaktivitäten eingebunden: DKE, PROFIBUS International, ZVEI (Zentralverband der Elektrotechnik- und Elektronikindustrie), VDI/VDE-GMA (Gesellschaft Mess- und Automatisierungstechnik), VDMA (Verband Deutscher Maschinen- und Anlagenbau). Dabei werden Themen abgedeckt, die von spezifischen Kommunikationstechnologien bis zu Industrie 4.0 und zum Mobilfunkstandard 5G reichen.

## Publikationen (Auswahl)
- Kommunikationslösungen für digitale Systeme der Kleinautomatisierung. Dissertation, Technische Universität Otto-von-Guericke, Fakultät für Elektrotechnik, Magdeburg 1991.
- Universelle Lösung zum computerintegrierten Management von industriellen Kommunikationssystemen. Habilitationsschrift, Otto-von-Guericke-Universität Magdeburg 2001.
- R. Birkhofer, M. Wollschlaeger, R. Schrieber, M. Winzenick, J. Kalhoff, C. Kleedörfer, M. Mühlhause, J. Niemann: Life-Cycle-Management für Produkte und Systeme der Automation – ein Leitfaden des Arbeitskreises Systemaspekte im ZVEI Fachverband Automation. Zentralverband Elektrotechnik- und Elektronikindustrie, Fachverband Automation, Frankfurt am Main 2010, ISBN 978-3-939265-00-9.
- R. Birkhofer, M. Wollschlaeger, R. Schrieber, M. Winzenick, J. Kalhoff, C. Kleedörfer, M. Mühlhause, J. Niemann: Life-cycle-management for automation products and systems – a guideline by the system aspects working group of the ZVEI Automation Division. ZVEI, Automation Division, Frankfurt am Main 2012, ISBN 978-3-939265-26-9.